# Volem els coronels
Volem els coronels (original en italià Vogliamo i colonnelli) és una pel·lícula italiana del 1973 dirigida per Mario Monicelli, presentada en competició al 26è Festival Internacional de Cinema de Canes. Es tracta d'una comèdia satírica amb un rerefons de ficció política que imagina un maldestre cop d'estat a Itàlia, amb al·lusions explícites als suposats intents de cop d'estat del 1964 i del 1970 i la règim dels coronels grecs. Ha estat doblada al català.

## Argument
Els extremistes de dreta estan intentant organitzar un cop d'estat a Itàlia. Però la seva maldestra i la seva estupidesa fan que fracassin estrepitosamente... Al director li agrada descriure, amb un to de farsa mordaç, les desastroses empreses dels activistes nostàlgics del feixisme.
El final de la pel·lícula és tanmateix amarg i conté com a moral de la faula un clar avís polític.
Encara que el cop d'estat fomentat per Tritoni (Ugo Tognazzi) i els seus companys neofeixistes s'enfonsés en la confusió i el ridícul, un govern de dretes clàssic i parlamentari, aprofitant oportunistament l'emoció del país i actuant sota cobert. manteniment de l'ordre públic republicà, tanmateix imposa lleis lliberticides com la prohibició de vagues, manifestacions i concentracions de més de dues persones.

## Repartiment
- Ugo Tognazzi com Giuseppe Tritoni
- Tino Bianchi com On. Mazante
- Claude Dauphin com a president d'Itàlia
- Duilio Del Prete com a Mons. Giampaolino Sartorello
- Antonino Faà di Bruno com a Col. Vittorio Emanuele Ribaud
- Vincenzo Falanga com a Ciccio Introna
- Gian Carlo Fusco com a Col. Gavino Furas
- Barbara Herrera com Amelia D'Amatrice
- Giuseppe Maffioli com a Col. Pino Barbacana
- Renzo Marignano com a Ten. Branzino
- Camillo Milli com a Col. Elpidio Aguzzo
- François Périer com On. DiCori
- Lino Puglisi com On. Salvato Le Masi
- Gianni Solaro com On. Pica
- Carla Tatò com a Marcella Bassi Lega
- Pietro Tordi com a Gen. Bassi Lega
- Stavros Tornes
- Max Turilli com a Col. Quintiliano Turzilli
- Pino Zac com a Armando Caffè

## Antecedents històrics
El títol fa referència al règim dels coronels a Grècia, a més els conspiradors reben l'ajuda dels coronels grecs en la persona del coronel Automatikos.
Les línies sovint al·ludeixen amb humor al feixisme. Per exemple, quan els conspiradors van al mariscal que volen designar com a cap del seu futur règim, veuen un criat amb la cara pintada de negre i un dels conspiradors crida Faccetta nera, és una cançó feixista.
El personatge de Tritoni (Tritó) interpretat per Ugo Tognazzi és una al·lusió poc velada al príncep Junio Valerio Borghese i al seu cop d'estat fallit als anys de plom (principis dels anys setanta) a Itàlia. Borghese, de vegades sobrenomenat el "Príncep Granota", és l'antic comandant del 10a MAS, una unitat de nedadors de combat que es va distingir per enfonsar dos cuirassats anglesos al port d'Alexandria a l'inici de la Segona Guerra Mundial. Durant la República Social Italiana, Borghese i la 10a MAS romandrien lleials a Mussolini fins al final. Durant aquest període, participaran activament en la lluita contra els partisans comunistes. Després de la derrota, Borghese és primer condemnat a mort, però serà perdonat. Es va convertir, als anys 50 i 60, en una de les figures de la dreta política italiana. Personatge controvertit, admirat pels nostàlgics de l'època feixista i odiat pels comunistes i els demòcrates cristians, Borghese ha estat objecte de moltes sàtires, com ara Vogliamo i colonelli.